# الخوانيج
الخوانيج هي من المناطق النادرة التي يسكنها غالبية السكان المحليين في إمارة دبي بالقرب من العوير في الإمارات، وهي من الأحياء القديمة في دبي وتنقسم إلى منطقتين متميزتين، وهما المزارع والمناطق السكنية. حيث يقع حي الخوانيج على شارع الخوانيج بالقرب من حديقة مشرف الشهير
وقد امتلكت شركة إعمار 87 قطعة أرض في أطراف الخوانيج لإنشاء وحدات سكنية للعمال القادمين للعمل في دبي. ولكن لمجتمع العوير كما إن فرع جمعية النهضة النسائية فيها من الأفرع النشطة.

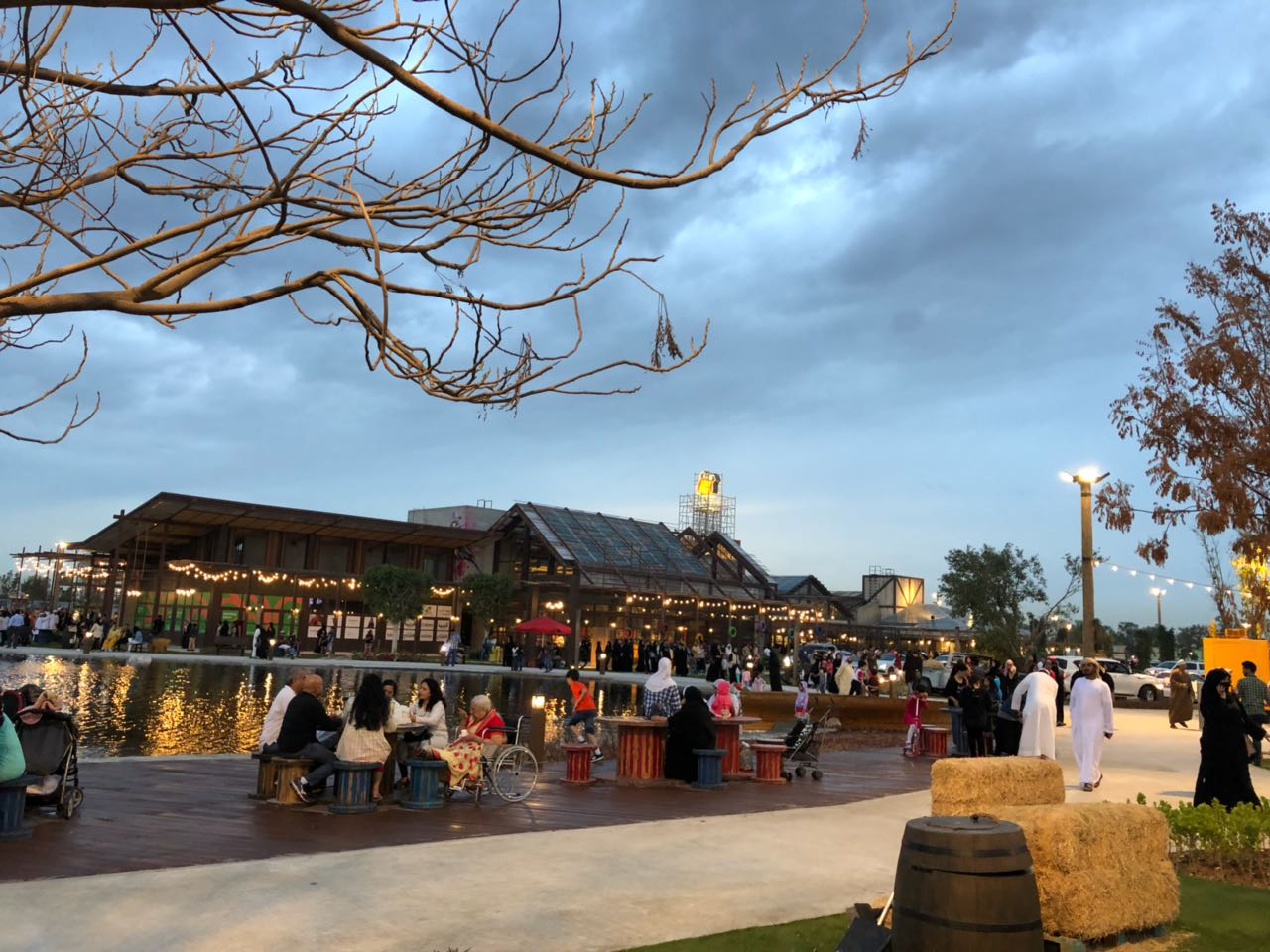
ذا لاست إيكزت - الخوانيج

تتكون منطقة الخوانيج من قسمين، هما الخوانيج 1 والخوانيج 2. وتضم المنطقة مجمع ذا يارد الريفي الذي يمتد على مساحة 350 ألف قدم مربع ويحتوي على مساحات واسعة لممارسة رياضة المشي ومكان مظلل للتنزه وبحيرة ومخبز وسوق للمنتجات العضوية وطاحونة هواء يبلغ طولها حوالي 18 متر، بالإضافة إلى العديد من الوجهات الأخرى مثل مركز تسوق (الخوانيج ووك) ذو التصميم المستوحى من البيوت الزجاجية الزراعية، وجسر (بروميس بريدج) ووجهة (ذا لاست إيكزت) وتستضيف المنطقة عدداً من عروض السيرك. وتعتبر الخوانيج 2 من المناطق التي تلعب دوراً مهماً في دعم القطاع الزراعي في الإمارات العربية المتحدة، حيث أن الجزء الأكبر منها عبارة عن أراضي زراعية، وتضم مزارع لعدد من الشركات التجارية الهامة في دبي مثل الشركة الوطنية للتنمية الزراعية وشركة الروابي للألبان. كما تحتوي الخوانيج 2 على عدد كبير من مراكز تربية الجمال واسطبلات الخيول، وتضم أيضاً مزرعة أورغانيك أويسيز العضوية.

## أقرب مراكز الرعاية الصحية / المستشفيات في منطقة الخوانيج
- مركز الخوانيج الصحي التابعة لهيئة الصحة بدبي[5]
- مركز المزهر الصحي التابعة لهيئة الصحة بدبي
- مركز الجليلة التخصصي لطب الأطفال
- مستشفى لطيفة للنساء[6]
- مستشفى برايم ميديكال العربي مول

التسمية

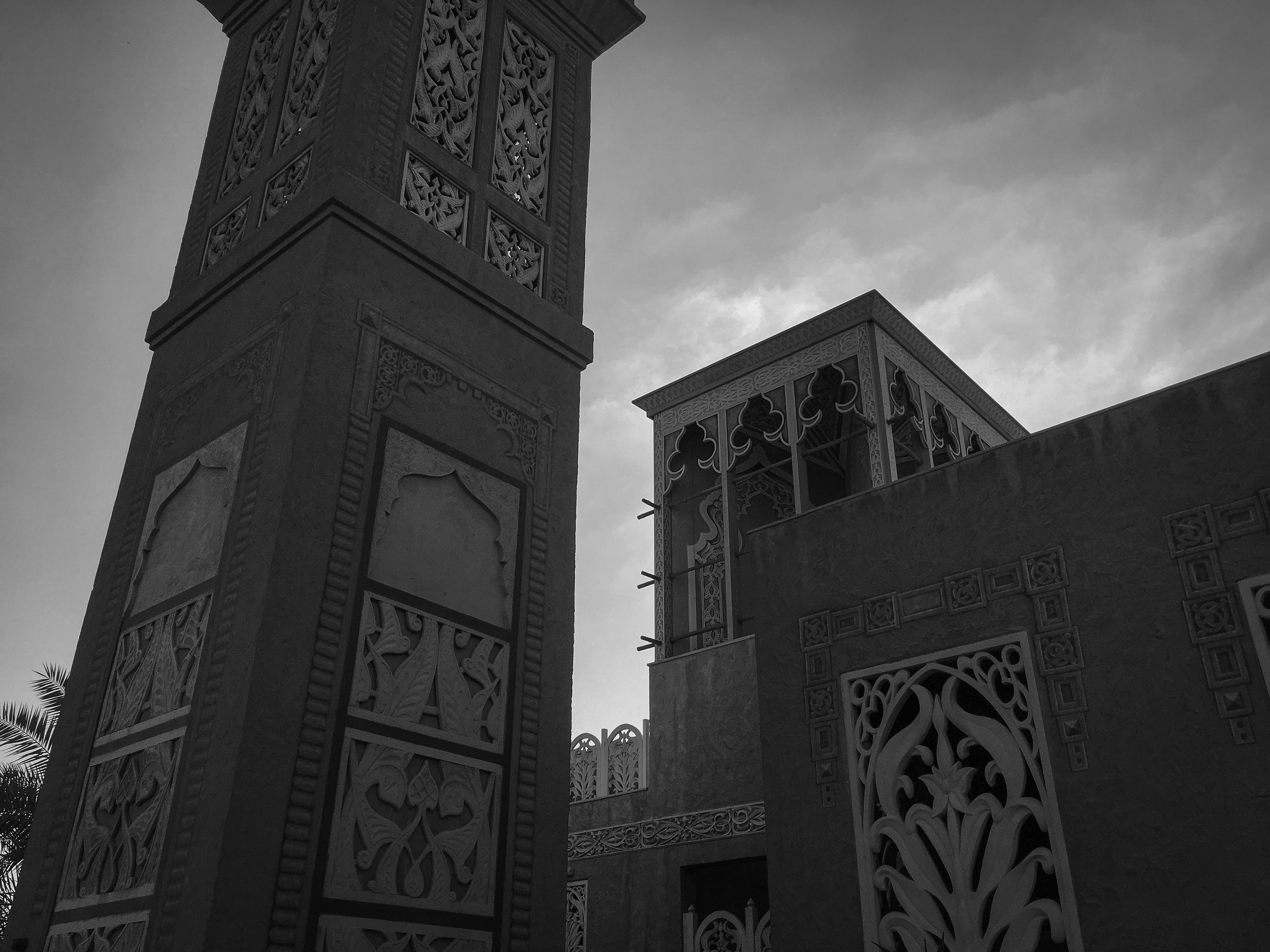
مسجد الخوانيج و يتميز بالعمارة التراثية الاماراتية

سميت نسبة إلى بئر ماء اسمها الخوانيج. وسميت البئر بالخوانيج لأنها كانت المصدر الوحيد لسقاية الجمال في تلك المنطقة فكان أصحاب الجمال يربطونها في البئر والحبل اللذي يربط به الجمل يسمى محليا الخناق والجمع خوانيق وباللهجة المحلية يلفظ حرف القاف جيم لذلك سميت البئر بالخوانيج لكثرة الخوانيق التي تربط بهذه البئر.